# Оберіккельсгайм
Оберіккельсгайм (нім. Oberickelsheim) — громада в Німеччині, розташована в землі Баварія. Підпорядковується адміністративному округу Середня Франконія. Входить до складу району Нойштадт-на-Айші–Бад-Віндсгайм. Складова частина об'єднання громад Уффенгайм.
Площа — 18,22 км2. Населення становить 737 ос. (станом на 31 грудня 2020).